# مارش گیبون
مارش گیبون (به انگلیسی: Marsh Gibbon) یک روستا و محله مدنی در بریتانیا است که در Aylesbury Vale واقع شده‌است. مارش گیبون ۹۶۹ نفر جمعیت دارد.